# 曼寧·馬拉博

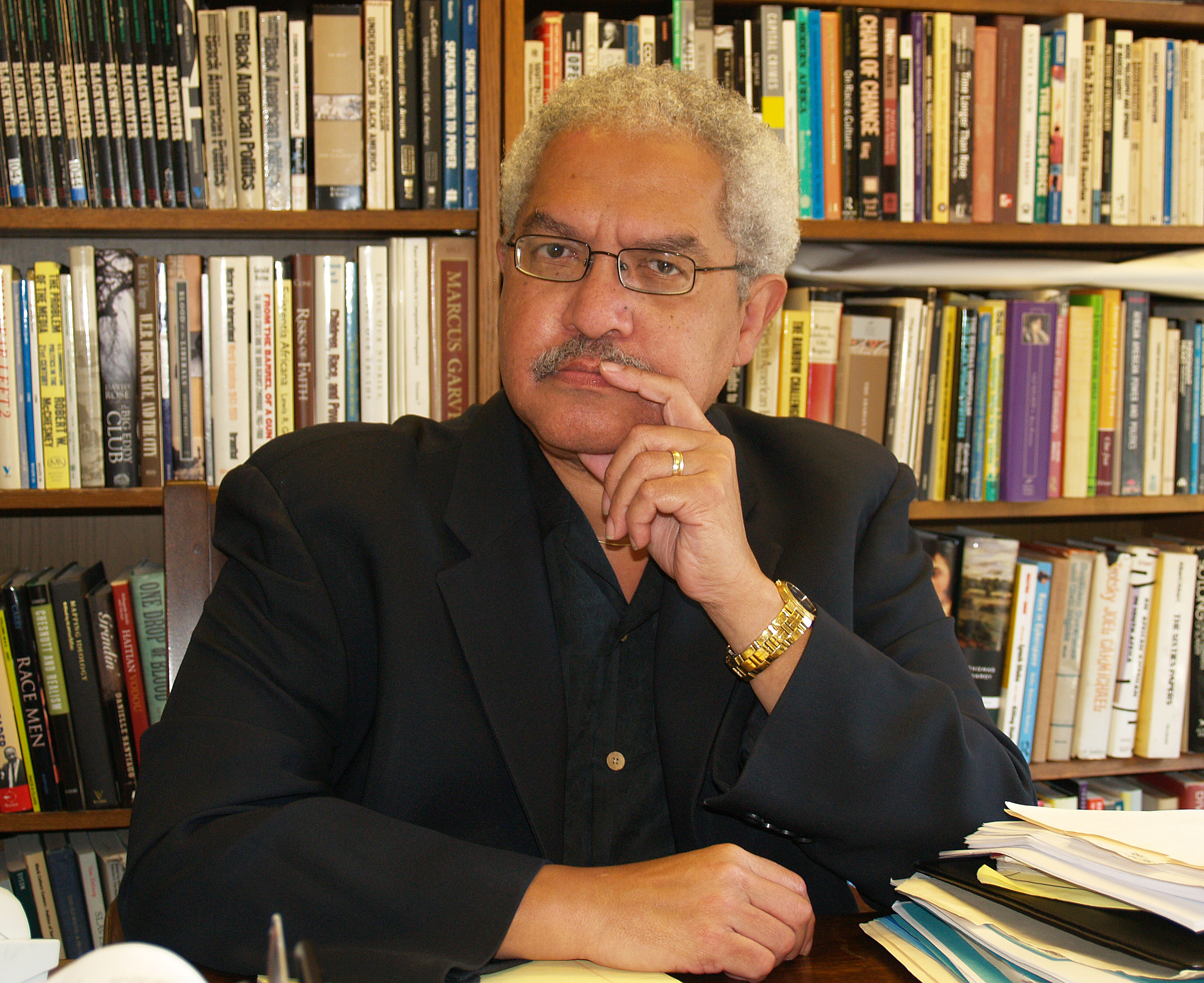
曼寧·馬拉博

曼寧·馬拉博（1950年5月13日 - 2011年4月1日） 是哥伦比亚大学公共政策和历史教授。  曼寧·馬拉博生於代顿。 曼寧·馬拉博憑藉他給麥爾坎·X寫的傳記被追授2012年普利策历史奖。 